# 9e cérémonie des Critics' Choice Television Awards
La 9e cérémonie des Critics' Choice Television Awards, décernés par la Broadcast Television Journalists Association, a eu lieu le 13 janvier 2019, et récompense les programmes télévisés diffusés en 2018.

## Palmarès

### Séries dramatiques

#### Meilleure série dramatique
- The Americans (FX)
  - Better Call Saul (AMC)
  - The Good Fight (CBS All Access)
  - Homecoming (Amazon)
  - Killing Eve (BBC America)
  - My Brilliant Friend (HBO)
  - Pose (FX)
  - Succession (HBO)

#### Meilleur acteur dans une série dramatique
- Matthew Rhys pour le rôle de Phillip Jennings dans The Americans
  - Freddie Highmore pour le rôle du Dr Shaun Murphy dans The Good Doctor
  - Diego Luna pour le rôle de Félix Gallardo dans Narcos: Mexico
  - Richard Madden pour le rôle de David Budd dans Bodyguard
  - Bob Odenkirk pour le rôle de James Morgan « Jimmy » McGill / Saul Goodman dans Better Call Saul
  - Billy Porter pour le rôle de Pray Tell dans Pose
  - Milo Ventimiglia pour le rôle de Jack Pearson dans This Is Us

#### Meilleure actrice dans une série dramatique
- Sandra Oh pour le rôle d'Eve Polastri dans Killing Eve
  - Jodie Comer pour le rôle de Villanelle / Oksana Astankova dans Killing Eve
  - Maggie Gyllenhaal pour le rôle d'Eileen Merrell dans The Deuce
  - Elisabeth Moss pour le rôle de Defred / June Osborne dans The Handmaid's Tale : La Servante écarlate
  - Elizabeth Olsen pour le rôle de Leigh Shaw dans Sorry for Your Loss
  - Julia Roberts pour le rôle de Heidi Bergman dans Homecoming
  - Keri Russell pour le rôle d'Elizabeth Jennings dans The Americans

#### Meilleur acteur dans un second rôle dans une série dramatique
- Noah Emmerich pour le rôle de Stan Beeman dans The Americans
  - Richard Cabral pour le rôle de Johnny "El Coco" Cruz dans Mayans M.C.
  - Asia Kate Dillon pour le rôle de Taylor Amber Mason dans Billions
  - Justin Hartley pour le rôle de Kevin Pearson dans This Is Us
  - Matthew Macfadyen pour le rôle de Tom Wamsgans dans Succession
  - Richard Schiff pour le rôle du Dr Aaron Glassman dans The Good Doctor
  - Shea Whigham pour le rôle de Thomas Carrasco dans Homecoming

#### Meilleure actrice dans un second rôle dans une série dramatique
- Thandie Newton pour le rôle de Maeve Millay dans Westworld
  - Julia Garner pour le rôle de Ruth Langmore dans Ozark
  - Rhea Seehorn pour le rôle de Kim Wexler dans Better Call Saul
  - Dina Shihabi pour le rôle d'Hanin Ali dans Jack Ryan
  - Yvonne Strahovski pour le rôle de Serena Joy Waterford dans The Handmaid's Tale : La Servante écarlate
  - Holly Taylor pour le rôle de Paige Jennings dans The Americans

### Séries comiques

#### Meilleure série comique
- Mme Maisel, femme fabuleuse (The Marvelous Mrs. Maisel) (Amazon)
  - Atlanta (FX)
  - Barry (HBO)
  - The Good Place (NBC)
  - La Méthode Kominsky (The Kominsky Method) (Netflix)
  - The Middle (ABC)
  - Au fil des jours (One Day at a Time) (Netflix)
  - Schitt's Creek (Pop)

#### Meilleur acteur dans une série comique
- Bill Hader pour le rôle de Barry Berkman / Barry Block dans Barry
  - Hank Azaria pour le rôle de Jim Brockmire dans Brockmire
  - Ted Danson pour le rôle de Michael dans The Good Place
  - Michael Douglas pour le rôle de Sandy Kominsky dans La Méthode Kominsky (The Kominsky Method)
  - Donald Glover pour le rôle de Earnest « Earn » Marks dans Atlanta
  - Jim Parsons pour le rôle de Sheldon Cooper dans The Big Bang Theory
  - Andy Samberg pour le rôle de Jake Peralta dans Brooklyn Nine-Nine

#### Meilleure actrice dans une série comique
- Rachel Brosnahan pour le rôle de Miriam « Midge » Maisel dans Mme Maisel, femme fabuleuse (The Marvelous Mrs. Maisel) 
  - Rachel Bloom pour le rôle de Rebecca Bunch dans Crazy Ex-Girlfriend
  - Allison Janney pour le rôle de Bonnie Plunkett dans Mom
  - Justina Machado pour le rôle de Penelope Alvarez dans Au fil des jours (One Day at a Time)
  - Debra Messing pour le rôle de Grace Adler dans Will et Grace
  - Issa Rae pour le rôle de Issa Dee dans Insecure

#### Meilleur acteur dans un second rôle dans une série comique
- Henry Winkler pour le rôle de Gene Cousineau dans Barry
  - William Jackson Harper pour le rôle de Chidi Anagonye dans The Good Place
  - Sean Hayes pour le rôle de Jack McFarland dans Will et Grace
  - Brian Tyree Henry pour le rôle de Alfred « Paper Boi » Miles dans Atlanta
  - Nico Santos pour le rôle de Mateo Fernando Aquino Liwanag dans Superstore
  - Tony Shalhoub pour le rôle d'Abe Weissman dans Mme Maisel, femme fabuleuse (The Marvelous Mrs. Maisel)

#### Meilleure actrice dans un second rôle dans une série comique
- Alex Borstein pour le rôle de Susie Myerson dans Mme Maisel, femme fabuleuse (The Marvelous Mrs. Maisel) 
  - Betty Gilpin pour le rôle de Debbie « Liberty Belle » Eagan dans GLOW
  - Laurie Metcalf pour le rôle de Jackie Harris dans The Conners
  - Rita Moreno pour le rôle de Lydia Riera dans Au fil des jours (One Day at a Time)
  - Zoe Perry pour le rôle de Mary Cooper dans Young Sheldon
  - Annie Potts pour le rôle de Constance « Connie » Tucker dans Young Sheldon
  - Miriam Shor pour le rôle de Diana Trout dans Younger

### Mini-séries et téléfilms

#### Meilleur téléfilm ou série limitée
- The Assassination of Gianni Versace: American Crime Story (FX)
  - American Vandal (Netflix)
  - Escape at Dannemora (Showtime)
  - Genius: Picasso (NatGeo)
  - Sharp Objects (HBO)
  - A Very English Scandal (Amazon)

#### Meilleur acteur dans une mini-série ou un téléfilm
- Darren Criss pour le rôle d'Andrew Cunanan dans The Assassination of Gianni Versace: American Crime Story
  - Antonio Banderas pour le rôle de Pablo Picasso dans Genius: Picasso
  - Paul Dano pour le rôle de David Sweat dans Escape at Dannemora
  - Benicio del Toro pour le rôle de Richard Matt dans Escape at Dannemora
  - Hugh Grant pour le rôle de Jeremy Thorpe dans A Very English Scandal
  - John Legend pour le rôle de Jésus dans Jesus Christ Superstar Live in Concert

#### Meilleure actrice dans une mini-série ou un téléfilm
- Amy Adams pour le rôle de Camille Preaker dans Sharp Objects
- Patricia Arquette pour le rôle de Tilly Mitchell  dans Escape at Dannemora
  - Connie Britton pour le rôle de Debra Newell dans Dirty John
  - Carrie Coon pour le rôle de Vera Walker dans The Sinner
  - Laura Dern pour le rôle de Jennifer Fox dans The Tale
  - Anna Deavere Smith pour les rôles de plusieurs personnages dans Notes from the Field

#### Meilleur acteur dans un second rôle dans une mini-série ou un téléfilm
- Ben Whishaw pour le rôle de Norman Josiffe dans A Very English Scandal
  - Brandon Victor Dixon pour le rôle de Judas dans Jesus Christ Superstar Live in Concert
  - Eric Lange pour le rôle de Lyle Mitchell dans Escape at Dannemora
  - Alex Rich pour le rôle de Pablo Picasso jeune dans Genius: Picasso
  - Peter Sarsgaard pour le rôle de Martin Schmidt dans The Looming Tower
  - Finn Wittrock pour le rôle de Jeff Trail dans The Assassination of Gianni Versace: American Crime Story

#### Meilleure actrice dans un second rôle dans une mini-série ou un téléfilm
- Patricia Clarkson pour le rôle d'Adora Crellin dans Sharp Objects
  - Ellen Burstyn pour le rôle de Nadine « Nettie » Fox dans The Tale
  - Penélope Cruz pour le rôle de Donatella Versace dans The Assassination of Gianni Versace: American Crime Story
  - Julia Garner pour le rôle de Terra Newell dans Dirty John
  - Judith Light pour le rôle de Marilyn Miglin dans The Assassination of Gianni Versace: American Crime Story
  - Elizabeth Perkins pour le rôle de Jackie O'Neill dans Sharp Objects